# 26210 Лінгас
26210 Лінгас (26210 Lingas) — астероїд головного поясу, відкритий 6 вересня 1997 року.
Тіссеранів параметр щодо Юпітера — 3,312.